# 1241.
◄ | 12. stoljeće | 13. stoljeće | 14. stoljeće | ►
◄ | 1210-ih | 1220-ih | 1230-ih | 1240-ih | 1250-ih | 1260-ih | 1270-ih | ►
◄◄ | ◄ | 1238. | 1239. | 1240. | 1241. | 1242. | 1243. | 1244. | ► | ►►
Arhitektura • Astronomija • Glazba • Knjige • Književnost • Kršćanstvo • Medicina • Pravo • Promet • Znanost

## Događaji
- 11. travnja – Mongoli su pod vodstvom Batu Kana i Subutaja skršili mađarsku vojsku kralja Béle IV.

## Smrti
- 23. rujna – Snorri Sturluson, islandski pisac, pjesnik, poglavica i povjesničar
- 10. studenog – papa Celestin IV.

## Vanjske poveznice
|  | Zajednički poslužitelj ima još gradiva o temi 1241. |